# Graukotinga
Die Graukotinga (Lipaugus fuscocinereus), manchmal auch Andengraupiha bzw. Langschwanzpiha genannt, ist eine Vogelart aus der Familie der Schmuckvögel (Cotingidae). Die Art hat ein großes Verbreitungsgebiet, das die südamerikanischen Länder Peru, Ecuador und Kolumbien umfasst. Der Bestand wird von der IUCN als nicht gefährdet (Least Concern) eingeschätzt. Die Art gilt als monotypisch.

## Merkmale
Die Graukotinga erreicht eine Körperlänge von etwa 32,5 bis 33 Zentimetern, wovon 15 Zentimeter auf den Schwanz entfallen. Der kurze, dicke Schnabel ist leicht gebogen. Das Gefieder ist vollkommen grau, wobei die Flügel etwas dunkler wirken. Am hinteren Teil der Unterseite und am Schwanz ist er bräunlich gefärbt.

## Verbreitung und Lebensraum
Man kann den Vogel gelegentlich an Bergwaldrändern sowie in den typischen Waldlandschaften der Anden in Höhen zwischen 2000 und 3000 Metern im Kronenbereich der Bäume beobachten. In Kolumbien kommt er im Nationalpark Cueva de los Guácharos und im Westen des Departamentos Putumayo vor. Außerdem ist er im Norden der Westanden in der Cordillera de Paramillo, nur vereinzelt in den Zentralanden (hier vor allem im Río-Magdalena-Tal) sowie an beiden Hangseiten der Ostanden in den Departamentos Norte de Santander und Cundinamarca präsent. In Ecuador kommt er an den Osthängen der Anden vor. Hier sieht man ihn in Erlenwäldern an der Straße von Cuyuja nach Nueva Loja. Noch häufiger kann man ihn im SierrAzul Nebelwald Reservat und in Cabañas San Isidro beobachten. In Peru findet man ihn im extremen Norden am Cerro Chinguela in den Regionen Piura und Cajamarca.

## Verhalten
Es ist ein eher ruhiger, wenig aktiver Vogel, der meist in den dichten Baumkronen hockt. Seltener sitzt er auf gut einsehbaren Ästen. Hin und wieder kann man ihn schreiend von Baum zu Baum fliegend beobachten. Selten begleitet er andere Gefährten, doch kann dies auch vorkommen. Wenn man ihn mit anderen Vögeln zusammen sieht, dann sind das meist größere Arten wie Bergkassike (Cacicus chrysonotus), Türkishäher (Cyanolyca turcosa) oder Blaurücken-Bergtangare (Buthraupis montana). Seine Früchte isst er ähnlich wie viele Trogone, indem er sie mit einem Ausfallschritt zum Schnabel führt und dabei leicht mit den Flügeln schlägt.

## Etymologie und Forschungsgeschichte
Die Erstbeschreibung des Graukotingas erfolgte 1843 durch Frédéric de Lafresnaye unter dem wissenschaftlichen Namen Querula fusco-cinerea. Das Typusexemplar ordnete er Kolumbien zu. 1828 führte  Friedrich Boie die für die Wissenschaft neue Gattung Lipaugus ein. Der Begriff leitet sich von λιπαυγης lipaugēs für dunkel, abgedecktes Licht ab könnte und setzt sich aus λειπω leipō für abgewandt und αυγη, αυγη augē, augēs für Brillanz, Helligkeit. Der Artname fuscocinereus ist ein Wortgebilde aus lateinisch fuscus ‚dunkel‘ und lateinisch cinereus, cinis, cineris ‚aschfarben, Asche‘.